# Dorfkirche Arenzhain

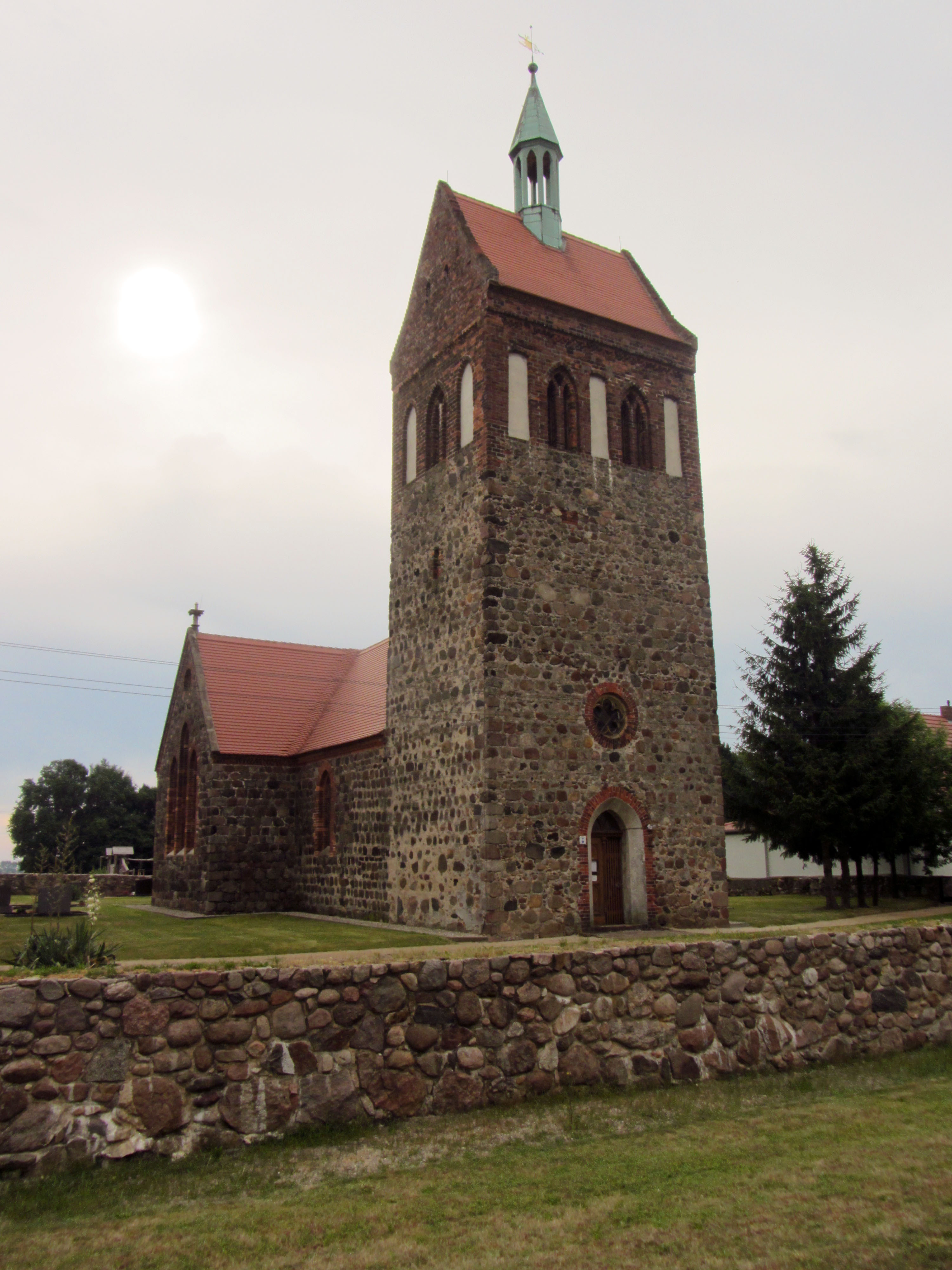
Dorfkirche Arenzhain

Die evangelisch-lutherische Dorfkirche Arenzhain ist ein denkmalgeschütztes Kirchengebäude in Arenzhain, einem Ortsteil der Stadt Doberlug-Kirchhain im südbrandenburgischen Landkreis Elbe-Elster. Hier ist das in der Mitte des 13. Jahrhunderts entstandene und von einem Friedhof umgebene Bauwerk im Ortszentrum zu finden. Sie gehört zur  Hoffnungskirchengemeinde Trebbus und Umland im Kirchenkreis Niederlausitz der Evangelischen Kirche Berlin-Brandenburg-schlesische Oberlausitz.

## Baubeschreibung und -geschichte

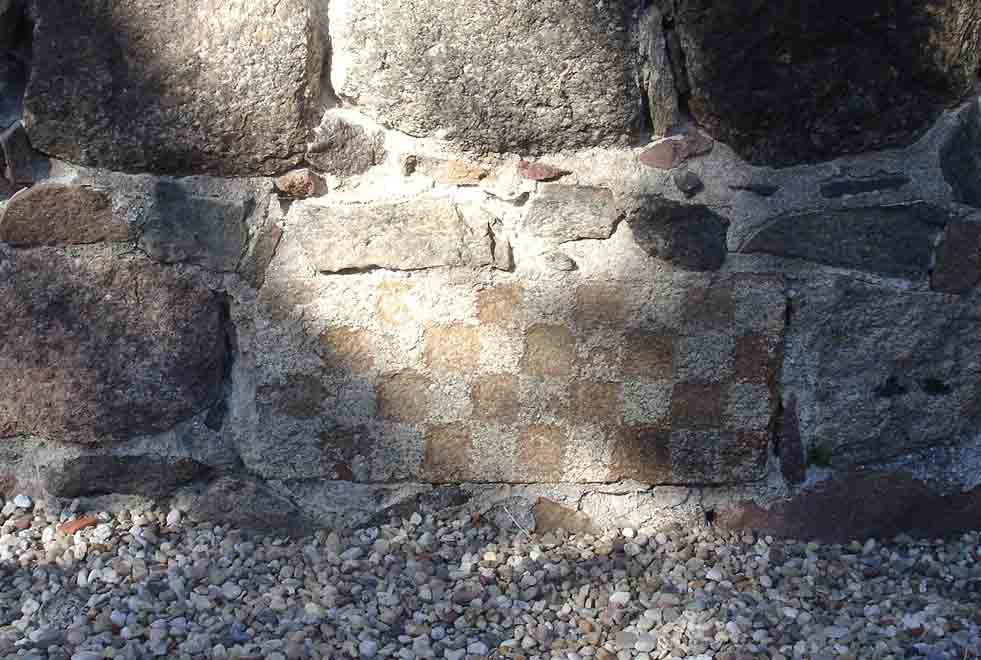
Stein mit Schachbrettmuster an der Südseite

Die heutige Arenzhainer Kirche ist ein in der Mitte des 13. Jahrhunderts entstandener Saalbau aus Feldstein mit einem eingezogenen Rechteckchor. Westlich des Kirchenschiffs schließt sich ein vermutlich noch im 13. Jahrhundert entstander schiffsbreiter Turm mit Quersatteldach und oktogonalem Dachreiter an. Das aus dem 15. Jahrhundert stammende Obergeschoss des Turms besteht aus Backstein und besitzt zwischen stichbogigen Blenden spitzbogige Schallöffnungen. An der Südwestecke des Turms sowie an der Südseite wurden je ein mit einem Schachbrett-Muster versehener Stein vermauert.
Das Bauwerk erfuhr im Jahre 1865 umfangreiche Restaurierungs- und Erweiterungsarbeiten. Dabei wurden unter anderem die Fenster mittels Backstein erneuert und die Kirche kreuzförmig erweitert.

Diese prägten im Wesentlichen auch das Innere der Kirche, das ein hölzernes Tonnengewölbe aufweist. Auch die Ausstattung der Kirche stammt größtenteils aus dieser Zeit. Des Weiteren ist hier ein barocker Altaraufsatz mit Gemälden aus dem ersten Viertel des 18. Jahrhunderts zu finden. Die Gemälde zeigen das Abendmahl, die Kreuzigung und die Auferstehung.
Die in der Kirche vorhandene Orgel stammt aus dem Jahre 1867 und wurde vom Eilenburger Orgelbaumeister Nicolaus Schrickel (1820–1893) errichtet.

## Schachbrettsteine
Die beiden im Mauerwerk der Kirche verbauten Schachbrettsteine gelten als Schmuckelemente. Ihre Bedeutung ist allerdings weitgehend ungeklärt. Schachbrettsteine sind an einer Vielzahl von Kirchen dieser Bauzeit zu finden. Ihr Verbreitungsgebiet befindet sich in der Niederlausitz, Märkisch-Oderland, der Neumark, dem Barnim und in der Uckermark. Außerdem treten sie noch in Dänemark auf, insbesondere hauptsächlich in Nordjütland. Sie könnten möglicherweise eine Art Schutzfunktion gehabt haben und durch dänische Baumeister in die Region gelangt sein. Einen schriftlichen Beweis für diese Theorie ist allerdings bislang nicht nachweisbar.
In der näheren Umgebung sind Schachbrettsteine außerdem noch an den Kirchen in Werenzhain und Frankena zu finden. Dabei ist nicht auszuschließen, dass beim Bau dieser Kirchen ursprünglich dieselben Steinmetze oder Bauhütten tätig gewesen sein könnten.